# هيني هالد
هيني هالد (بالدنماركية: Heini Hald)‏ هو لاعب كرة قدم دنماركي، ولد في 4 يناير 1942.